# Top 10 Statues That Cried Blood
«Top 10 Statues That Cried Blood» es una canción de la banda británica de post-hardcore Bring Me the Horizon, lanzado a través de RCA Records el 5 de junio de 2024 como el séptimo y último sencillo de su séptimo álbum de estudio Post Human: Nex Gen (2024).

## Composición y letra
"Top 10 Statues That Cried Blood" ha sido descrita como pop punk, emo, pop rock, y post-hardcore. La canción fue escrita por el vocalista principal de la banda, Oliver Sykes, el guitarrista principal, Lee Malia, el baterista Matt Nicholls, Dan Lancaster, Zakk Cervini, Daisuke Ehara y RJ Pasin, y producida por Sykes, Lancaster y Cervini. Los temas de la canción abordan el trauma, el dolor y la autoaceptación. Líricamente, la canción explora las luchas personales y la confrontación con los demonios, invitando a la vulnerabilidad para poder superarlos. En una entrevista con Rolling Stone, Sykes aludió a que la canción trata sobre la responsabilidad que uno debe asumir con su propia autocuración, y explicó:

Todo aquel que decide emprender un camino de superación personal, o que está en el camino de la adicción, va a recaer, va a caer. Sin duda, todos lo hacen. Nadie dice: "Voy a arreglarme", y se arregla a la primera.

## Video musical
El video musical de "Top 10 Statues That Cried Blood" fue dirigido por Harry Lindley; se lanzó el 5 de junio de 2024.
El video musical de "Top 10 Statues That Cried Blood" se ambienta en un almacén futurista. El video toma elementos de la ciencia ficción, inspirándose en las franquicias cinematográficas Star Wars, Blade Runner, Dune y Tron, así como en el videojuego Cyberpunk 2077 (2020). El video incluye una fiesta rave con robots bailarines, motos que recorren el recinto a toda velocidad y una pareja de guerreros en una pelea de sables de luz con una coreografía elaborada, mientras la banda, con ingeniería biomecánica, interpreta la canción en una plataforma elevada sobre la pista de baile. El video también incluye una subtrama que involucra a una chica telepática y un simpático robot llamado R-8, quienes deambulan por el almacén, ahora abandonado, posteriormente, descubriendo los eventos a medida que ocurren a lo largo del video musical. Esta subtrama se menciona directamente en la portada del álbum Post Human: Nex Gen.

## Posicionamiento en lista
| Lista (2024)                                | Posición |
| ------------------------------------------- | -------- |
| Italy Rock Airplay (FIMI)                   | 23       |
| New Zealand Hot Singles (RMNZ)              | 13       |
| UK Singles (OCC)                            | 41       |
| UK Rock & Metal (OCC)                       | 2        |
| US Hot Rock & Alternative Songs (Billboard) | 37       |
| US Rock Airplay (Billboard)                 | 14       |

## Personal
Créditos obtenidos de TIDAL.
Bring Me the Horizon
- Oliver Sykes – voz
- Lee Malia – guitarra líder
- Matt Kean – bajo
- Matt Nicholls – batería